# Dulgheru, Constanța
Dulgheru (în turcă Dülger) este un sat în comuna Saraiu din județul Constanța, Dobrogea, România. La recensământul din 2002 avea o populație de 587 locuitori.